# VV Baronie in het seizoen 1959/60
Het seizoen 1959/1960 was het vijfde jaar in het bestaan van de Bredase betaaldvoetbalclub Baronie. De club kwam uit in de Tweede divisie A en eindigde daarin op de 11e plaats. Door de sanering in het betaald voetbal heeft de KNVB de onderste drie teams van beide divisies, aangevuld met de voorlaatsten van het seizoen ervoor, in een degradatiepoule geplaatst. Hierin haalde de club de vierde plaats.

## Wedstrijdstatistieken

### Tweede divisie A
|       | EBOH  | EDO   | Haarlem | LONGA | N.E.C. | ONA   | Roda Sport | UVS   | De Valk | Wilhelmina | Xerxes |
| ----- | ----- | ----- | ------- | ----- | ------ | ----- | ---------- | ----- | ------- | ---------- | ------ |
| Thuis | 0 – 2 | 2 – 4 | 1 – 6   | 1 – 1 | 4 – 0  | 0 – 2 | 2 – 1      | 1 – 0 | 2 – 4   | 2 – 2      | 1 – 1  |
| Uit   | 0 – 1 | 2 – 1 | 2 – 1   | 3 – 3 | 2 – 0  | 1 – 2 | 3 – 2      | 2 – 2 | 2 – 1   | 1 – 2      | 4 – 2  |

### Degradatiecompetitie
| 1e speelronde                                                                                         | Baronie                                                            | 3 – 2 (2 – 0) | Velocitas                                              |
| 10 april 1960 Plaats: Breda Fatimastraat Toeschouwers: 1.800 Scheidsrechter: Lau van Ravens           | Cor Aben 18' Henk van Ierssel 42' Henny Soffers 85'                |               | 53' Rio Zoutman 84' Alie Kruger                        |
| 2e speelronde                                                                                         | Xerxes                                                             | 2 – 1         | Baronie                                                |
| 16 april 1960 Plaats: Rotterdam Xerxesweg Toeschouwers: 1.800 Scheidsrechter: Jan Bronkhorst          | Frans Wuijts 20' Jan Middeldorp                                    |               | Henny Soffers                                          |
| 3e speelronde                                                                                         | Zwartemeer                                                         | 0 – 1 (0 – 1) | Baronie                                                |
| 18 april 1960 Plaats: Klazienaveen Mr. Ovingstraat Toeschouwers: 4.000 Scheidsrechter: Jaap Bijleveld |                                                                    |               | 30' Piet van den Broek                                 |
| 4e speelronde                                                                                         | Baronie                                                            | 2 – 3 (1 – 2) | Zwolsche Boys                                          |
| 24 april 1960 Plaats: Breda Fatimastraat Toeschouwers: 2.500                                          | Frans Roelandt 15' Kees Groeneveld 90'                             |               | 20' Rein van Veen 35' Theo Heidenrijk 60' Wim Bisschop |
| 5e speelronde                                                                                         | ONA                                                                | 0 – 1 (0 – 1) | Baronie                                                |
| 1 mei 1960 Plaats: Gouda Walvisstraat Toeschouwers: 3.200 Scheidsrechter: Jan Trumpi                  |                                                                    |               | 20' Piet van den Broek                                 |
| 6e speelronde                                                                                         | Baronie                                                            | 2 – 0 (1 – 0) | UVS                                                    |
| 5 mei 1960 Plaats: Breda Fatimastraat Toeschouwers: 3.500 Scheidsrechter: Huib van den Berg           | Wim van den Broek 20' Piet van den Broek 67'                       |               |                                                        |
| 7e speelronde                                                                                         | Rheden                                                             | 1 – 2 (0 – 2) | Baronie                                                |
| 8 mei 1960 Plaats: Rheden Thomassen-terrein Toeschouwers: 2.000 Scheidsrechter: Martin Schings        | Fijko Aalders 68'                                                  |               | 1' Wim van den Broek 25' Piet van den Broek            |
| 8e speelronde                                                                                         | Velocitas                                                          | 1 – 0 (1 – 0) | Baronie                                                |
| 15 mei 1960 Plaats: Groningen Stadspark Toeschouwers: 2.500 Scheidsrechter: Henk Veldhuizen           | Jaap van Oosten 11'                                                |               |                                                        |
| 9e speelronde                                                                                         | Baronie                                                            | 0 – 1 (0 – 1) | Xerxes                                                 |
| 22 mei 1960 Plaats: Breda Fatimastraat Toeschouwers: 3.000 Scheidsrechter: Cees Arkenbout             |                                                                    |               | 12' Peet Geel                                          |
| 10e speelronde                                                                                        | Baronie                                                            | 2 – 3 (1 – 2) | Zwartemeer                                             |
| 26 mei 1960 Plaats: Breda Fatimastraat Toeschouwers: 2.500 Scheidsrechter: Ad Boogaerts               | Piet van den Broek 2' Kees van de Berghe 55'                       |               | 4', 26' Tonny Roosken 87' Hans Kalter                  |
| 11e speelronde                                                                                        | Zwolsche Boys                                                      | 1 – 1 (1 – 0) | Baronie                                                |
| 29 mei 1960 Plaats: Zwolle Gemeentelijk Sportpark                                                     | Hennie van Nee 11'                                                 |               | 87' Ad Kop                                             |
| 12e speelronde                                                                                        | Baronie                                                            | 3 – 0 (2 – 0) | ONA                                                    |
| 4 juni 1960 Plaats: Breda Beatrixstraat Toeschouwers: 3.000 Scheidsrechter: Chris Roodenburg          | Kees Groeneveld 1', 85' Ad Kop 42'                                 |               |                                                        |
| 13e speelronde                                                                                        | UVS                                                                | 5 – 1 (1 – 1) | Baronie                                                |
| 6 juni 1960 Plaats: Leiden Wassenaarseweg Toeschouwers: 3.000 Scheidsrechter: Cor van den Berg        | Wim van Kampen 7', 48' (pen.) Coen Rijshouwer 61' Han Verhoeks 85' |               | 45' (pen.) Ad van Ierssel                              |
| 14e speelronde                                                                                        | Baronie                                                            | 0 – 1 (0 – 0) | Rheden                                                 |
| 12 juni 1960 Plaats: Breda Beatrixstraat Toeschouwers: 7.000 Scheidsrechter: André La Croix           |                                                                    |               | 87' Theo Bremer                                        |

### Play-offs om plaats 4
| Wedstrijd 1                                                                                       | Baronie            | 1 – 0 (1 – 0) | Velocitas |
| 26 juni 1960 Plaats: Zwolle Gemeentelijk Sportpark Toeschouwers: 500 Scheidsrechter: Joop Martens | Theo Bilok 28'     |               |           |
| Wedstrijd 2                                                                                       | Baronie            | 1 – 0 (1 – 0) | Xerxes    |
| 3 juli 1960 Plaats: Dordrecht Krommedijk Toeschouwers: 6.000 Scheidsrechter: Andries van Leeuwen  | Ad van Ierssel 45' |               |           |

## Statistieken Baronie 1959/1960

### Eindstand Baronie in de Nederlandse Tweede divisie A 1959 / 1960
| Stand | Gespeeld | Gewonnen | Gelijk | Verloren | Punten | Doelpunten voor | Doelpunten tegen |
| ----- | -------- | -------- | ------ | -------- | ------ | --------------- | ---------------- |
| 11e   | 22       | 6        | 5      | 11       | 17     | 33              | 44               |

### Topscorers
| #      | Naam             | Goal |
| ------ | ---------------- | ---- |
| 1.     | Frans Roelandt   | 7    |
| 2.     | Theo Bilok       | 6    |
| 2.     | Kees Groeneveld  | 6    |
| 4.     | Henny Soffers    | 5    |
| 5.     | Cor Aben         | 4    |
| 6.     | Van Ierssel      | 2    |
| 7.     | Henk van Ierssel | 1    |
| 7.     | Ad Kop           | 1    |
| 7.     | Koos Sins        | 1    |
| Totaal | Totaal           | 33   |

| #      | Naam               | Goal |
| ------ | ------------------ | ---- |
| 1.     | Piet van den Broek | 5    |
| 2.     | Kees Groeneveld    | 3    |
| 3.     | Wim van den Broek  | 2    |
| 3.     | Ad Kop             | 2    |
| 3.     | Henny Soffers      | 2    |
| 6.     | Cor Aben           | 1    |
| 6.     | Kees van de Berghe | 1    |
| 6.     | Ad van Ierssel     | 1    |
| 6.     | Henk van Ierssel   | 1    |
| 6.     | Frans Roelandt     | 1    |
| Totaal | Totaal             | 19   |

| #      | Naam           | Goal |
| ------ | -------------- | ---- |
| 1.     | Theo Bilok     | 1    |
| 1.     | Ad van Ierssel | 1    |
| Totaal | Totaal         | 2    |